# George Talbot, 6:e earl av Shrewsbury

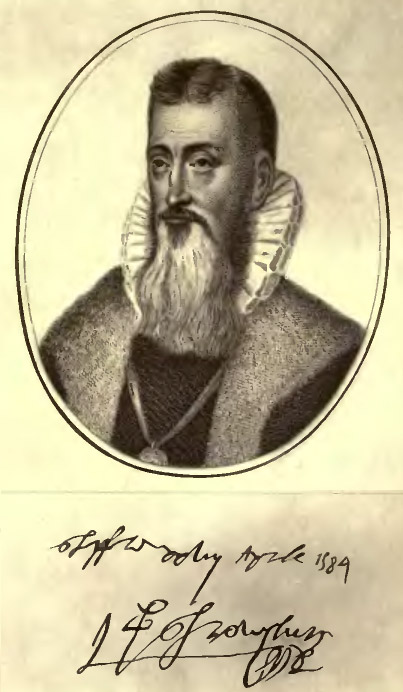
George Talbot 1589.

George Talbot, 6:e earl av Shrewsbury och Waterford, född 1528, död 18 november 1590, var en engelsk statsman under 1500-talet. 
Talbot var ende son till Francis Talbot, 5:e earl av Shrewsbury. 1560 ärvde han earldömet Shrewsbury, blev baron av Furnivall och posten som  Justice in Eyre, som tidigare fadern hade haft. Ett år senare blev han riddare av Strumpebandsorden och 1567 gifte han sig med Bess av Hardwick. Även om deras äldsta barn (från tidigare äktenskap) gifte sig med varandra fördärvades äktenskapet av att Lord Shrewsbury utsågs som fångvaktare för Maria Stuart på Elisabet I begäran. Maria Stuart hölls som fånge både på Sheffield Castle och Sheffield Manor. Talbot efterträddes senare på denna post av sir Ralph Sadler, följd av sir Amyas Paulet, då Elisabet fruktade att Talbot kände alltför stor sympati för den skotska drottningen.
Drottning Elisabet hyste ändå stort förtroende för honom och uppdrog 1587 åt Talbot att presidera vid Maria Stuarts avrättning. 
Lord Shrewsbury utsågs till riksdrots (Lord High Steward), den högsta riksämbetsmannaposten under rättegången mot Thomas Howard, 4:e hertig av Norfolk (för Ridolfisammansvärjningen). Slutligen, 1572, utsågs Lord Shrewsbury till Earl Marshal, en tjänst som han innehade tillsammans med den tidigare nämnda Justice in Eyre-posten) till sin död 1590. Vid hans död ärvde hans son med Gertrude Manners earldömet Han begravdes i Shrewsbury chapel i Sheffield Parish Church (numera Sheffield Cathedral), där det fortfarande finns ett stort monument över honom.